# Kir Fard
Kir Fard ou Kyr Vart foi um nobre rubénida do Reino Arménio da Cilícia que governava a fortaleza de Kalonoros (atualmente Alânia) em 1221, quando esta foi cercada por Caicobado I, o sultão seljúcida de Rum. Kir Fard rendeu-se aos seljúcidas entregando-lhes a fortaleza em troca do feudo de Akşehir. A filha de Kir Fard, Maperi Hunate Hatum (ou Honate Hatum ou Ma-Peri Catum) desposou Aladino e viria a ser mãe do sultão Caicosroes II.